# 扁平苔藓

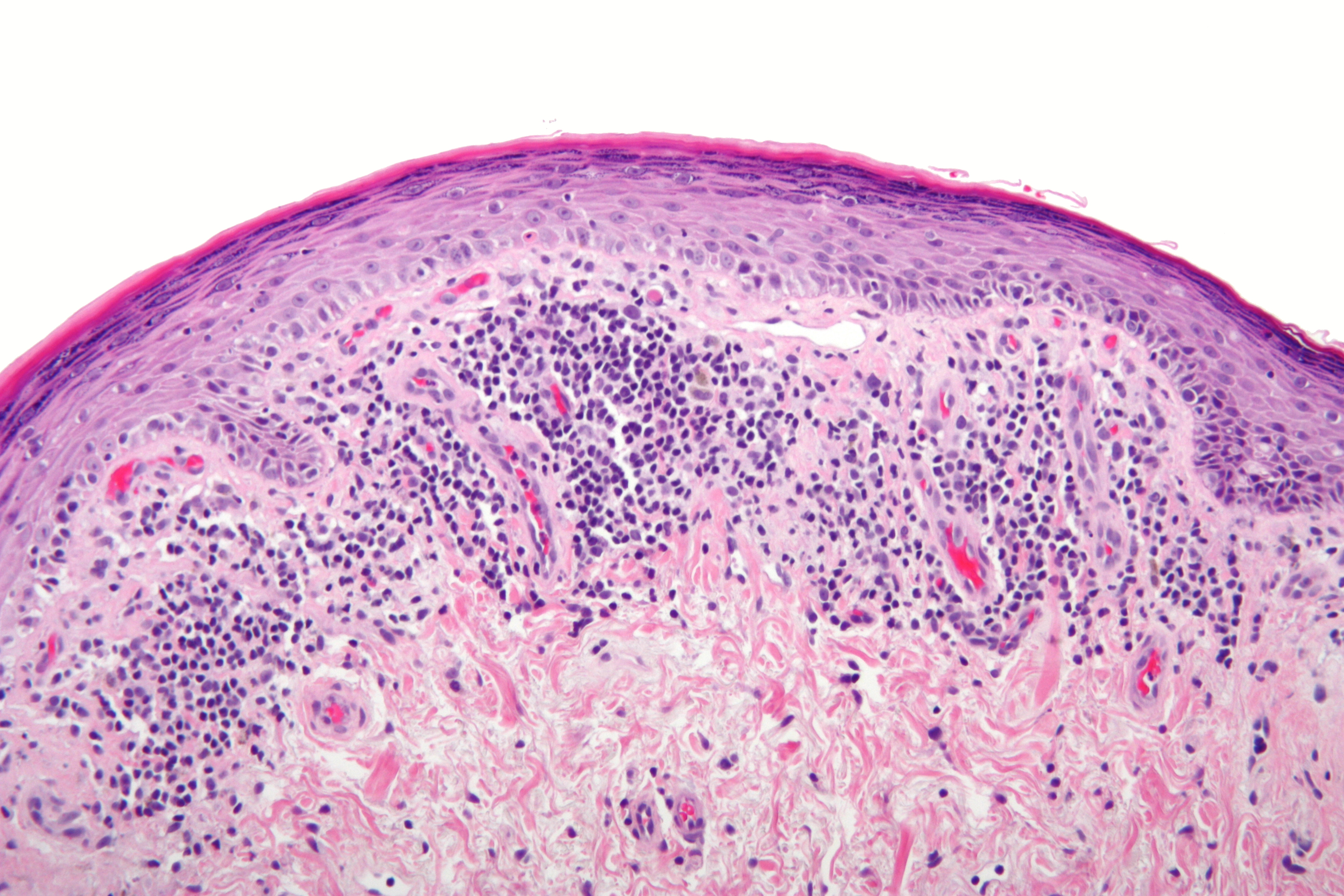
显微镜下的扁平苔藓组织

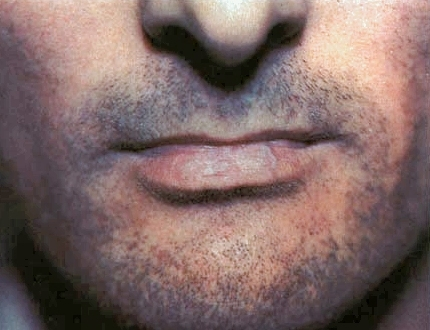
下嘴唇患有扁平苔藓

扁平苔藓（Lichen planus）是一种表皮慢性病，屬於丘疹鱗屑性疾患的一種，常见于皮肤、口腔、舌头。病徵包含但不限于：丘疹，溃烂，瘙痒，红疹，白色斑片。可以在显微镜下观察切片而确诊。
本病與苔藓完全無關，會令皮膚出現一種好像長在樹幹上的苔藓樣的乾燥波紋，因而得名。現時已知道病因可能與氧化壓力（oxidative stress）相關，也與某些藥物及疾病有關聯，但在背後的病理機制及具體的发病原因尚不明确。

## 治療
扁平苔藓現時未有特效的辦法治療。为舒緩病況，可使用消炎的口服藥物或外敷药物，如糖皮质激素类药物地奈德。另外現時有其他研究使用以下方式治療：
- 窄頻帶UVB照射[4]
- 使用洋蘆薈[5]
- 使用马齿苋（Portulaca oleracea）[6]

## 外部連結
- 中的“扁平苔藓”